# Astartidae
Astartidae zijn een familie van tweekleppigen uit de orde Carditida.

## Geslachten
- Astarte J. de C. Sowerby, 1816
- Digitaria S. V. Wood, 1853
- Eriphyla Gabb, 1864
- Gonilia Stoliczka, 1871
- Goodallia Turton, 1822